# 알안달루스

알만조르 최전성기인 1000년 경 당시의 알안달루스와 기독교 왕국들

알 안달루스(Al-Andalus)는 오늘날 이베리아반도를 차지했던 중세 무슬림 세력들을 일컫는다. 이 지역 이름은 711년부터 1492년 사이의 여러 기간 동안 이베리아반도와 셉티마니아 일부 지역을 두루 가리키지만, 영토의 경계들은 전쟁으로 인하여 일정한 변화를 겪었다.

## 역사
무슬림에 의한 이베리아반도의 정복 활동 711년에 우마이야 왕조 아랍인의 이프리키야(북아프리카) 총독인 무사 빈 누사이르(Musa bin Nusayr:موسى بن نصيرالبلوي)의 부하인 베르베르족 타리크 이븐 지야드가 15,000 명의 베르베르인 병사들로 구성된 군대를 이끌고 지브롤터에 도착 후에 즉시 10,000 명의 추가 파견이 이루어져 총 25,000 명의 군대가 침공한 것으로부터 시작되었다. 다음해 무사 빈 누사이르가 스스로 아랍인 병사 25,000명 군대를 이끌고 침공하였으며, 이러한 이슬람군에 의해 서고트 왕국이 멸망하였다. 714년 시점에서 이슬람 세력은 이베리아반도 거의 전역을 지배하게 되었다.

## 사회

### 주민
서고트 왕국 시대의 주민과 새롭게 이주해 온 아랍인과 베르베르인이 참여하였으며, 이베리아 주민들의 이슬람교로의 개종 등이 이루어졌다. 이 때문에 무슬림 집단에는 물라디라는 사회 계층이 태어났다. 기독교인과 유대인은 딤미로서 공존하여, 기독교인을 모사라베라고도 했다.
또한 서고트 왕국 시대와 비교하면, 유대인의 사회 진출이 용이하기 때문에 유대인 인구가 급증했다.

### 언어
로마 제국 시대부터 계속된 라틴어는 쇠퇴하고, 무슬림의 아랍어, 기독교인의 로망스어, 유대교도들의 히브리어가 병존했다. 기독교인이 쓰는 모자라브어는 아랍어의 영향을 받았고, 후에 다른 이베로로망스어에 영향을 주었다. 모사라베 집단 속에 아랍어가 퍼지면서 아랍어도 로망스어군의 영향을 받게 되었으므로, 안달루시아 구어체 아랍어가 만들어졌다.

### 경제
이베리아반도에 정착한 무슬림은 이슬람 세계의 선진적인 농업 기술을 전달하였고, 관개를 통한 농지의 확대에 노력하였다. 목화, 사탕수수, 벼, 복숭아, 석류, 사프란, 오렌지, 살구, 포도, 수박, 멜론, 레몬, 아몬드, 올리브, 바나나, 당근, 파인애플, 망고, 망고스틴, 대추야자, 자두, 무화과, 라임, 자몽, 시금치, 코코야자, 마르멜로, 사과, 장미, 커피, 참깨, 고무, 파파야 등의 동방 작물의 이식도 진행되었다.

## 같이 보기
- 물라디
- 모리스코
- 콘베루소